# OpenSea
OpenSea est une entreprise privée américaine fondée le 20 décembre 2017 par Devin Finzer et Alex Atallah à New York.
Elle propose une place de marché pour les jetons non fongibles (NFT).

## Description
Les utilisateurs peuvent générer gratuitement des NFT sur OpenSea et les proposer à l'achat direct ou aux enchères. OpenSea est basé sur la norme Ethereum ERC-721. Un portefeuille de cryptomonnaie tel que B. Bitski ou MetaMask est nécessaire. 
Après un tour de pré-amorçage en 2018 par Y Combinator, OpenSea a levé 2,1 millions de dollars américains (dont Animoca Brands) en capital risque en novembre 2019. En mars 2021, OpenSea a levé 23 millions de dollars supplémentaires en capital risque (dont A16z Crypto / Andreessen Horowitz). En juillet 2021, OpenSea a annoncé un autre tour d'investissement de 100 millions d'euros avec une valorisation de 1,5 milliard d'euros par a16z.
En février 2021 les ventes étaient l'équivalent de 95 millions de dollars US, en mars l'équivalent de 147 millions de dollars US, et en septembre à 2,75 milliards de dollars US. (En avril 2021) plus de 20 millions d'actifs sont disponibles sur OpenSea.
En septembre 2021, OpenSea a publié sa propre application mobile pour Android et iOS.
Des artistes reconnus vendent leurs œuvres d'art aux enchères sur OpenSea, notamment Beeple, Takashi Murakami, H.P. Baxxter, Damien Hirst ainsi que les Golden State Warriors.
En 2022, OpenSea est valorisé à plus de 13 milliards de dollars.

## Controverses
En 2021, Moxie Marlinspike, créateur de l'application Signal, a créé une NFT sur OpenSea dont l'apparence varie en fonction du moyen utilisé pour l'afficher, cette dernière prenant, selon le moyen utilisé, l'apparence d'un dessin normal ou d'un émoji caca. Il entendait ainsi démontrer, selon ses dires, que « n'importe qui ayant accès à cette machine, ou le futur propriétaire du nom de domaine, pourra changer l'image, le nom ou la description du NFT, qu'il soit ou non « propriétaire » du token ». Peu après, la NFT sera supprimée par OpenSea, bien qu'elle n'enfreigne pas les règles de la plate-forme, avant d'être réintégrée à la suite de la controverse suscitée.
Les NFT sont souvent accusées d'être des plagiats. D'après OpenSea, 80 % des NFT seraient des œuvres volées[réf. souhaitée].